# Vettin
Vettin ist ein Ortsteil der Gemeinde Groß Pankow (Prignitz) im Landkreis Prignitz in Brandenburg.

## Geografie und Verkehrsanbindung
Vettin liegt südöstlich des Kernortes Groß Pankow an der Landesstraße L 146. Östlich verläuft die B 103, westlich die B 107 und südlich die B 5.
Nachbarorte sind Kehrberg im Nordosten, Dannenwalde und Friedheim im Osten, Luisenhof im Südosten, Krams im Süden, Lindenberg im Westen, sowie Brünkendorf im Nordwesten.

## Sehenswürdigkeiten
Als Baudenkmale sind ausgewiesen (siehe Liste der Baudenkmale in Groß Pankow (Prignitz)#Vettin):
- Die Dorfkirche, eine Fachwerkkirche mit einem Dachturm, wurde von 1828 bis 1831 erbaut.
- Das Gehöft Dorfstraße 20/21 besteht aus zwei Wohnhäusern und drei Wirtschaftsgebäuden.
- Das Mühlengehöft Dorfstraße 39 besteht aus Wohn- und Mühlengebäude und drei Wirtschaftsgebäuden.
- Die Schmiede[3] an der Dorfstraße 5.